# Książ Wielki (gromada)
Książ Wielki – dawna gromada, czyli najmniejsza jednostka podziału terytorialnego Polskiej Rzeczypospolitej Ludowej w latach 1954–1972.
Gromady, z gromadzkimi radami narodowymi (GRN) jako organami władzy najniższego stopnia na wsi, funkcjonowały od reformy reorganizującej administrację wiejską przeprowadzonej jesienią 1954 do momentu ich zniesienia z dniem 1 stycznia 1973, tym samym wypierając organizację gminną w latach 1954–1972.
Gromadę Książ Wielki z siedzibą GRN w Książu Wielkim utworzono – jako jedną z 8759 gromad na obszarze Polski – w powiecie miechowskim w woj. krakowskim, na mocy uchwały nr 24/IV/54 WRN w Krakowie z dnia 6 października 1954. W skład jednostki weszły obszary dotychczasowych gromad Książ Wielki, Wielka Wieś, Częstoszowice, Konaszówka i Moczydło ze zniesionej gminy Książ Wielki w tymże powiecie. Dla gromady ustalono 27 członków gromadzkiej rady narodowej.
15 października 1956 (dzień ogłoszenia uchwały) do gromady Książ Wielki przyłączono wieś Głogowiany bez Kolonii Wrzosy Duże o łącznej powierzchni 385,32 ha z gromady Bryzdzyn.
31 grudnia 1959 do gromady Książ Wielki przyłączono obszar zniesionej gromady Rzędowice, wieś Małoszów ze zniesionej gromady Giebułtów oraz przysiółek Wrzosy ze zniesionej gromady Bryzdzyń.
30 czerwca 1960 do gromady Książ Wielki przyłączono wieś Giebułtów z gromady Kalina Wielka.
31 grudnia 1961 do gromady Książ Wielki przyłączono obszar zniesionej gromady Antolka.
1 stycznia 1969 z gromady Książ Wielki wyłączono wieś Giebułtów włączając ją z powrotem do gromady Kalina Wielka.
Gromada przetrwała do końca 1972 roku, czyli do kolejnej reformy gminnej. 1 stycznia 1973 reaktywowano gminę Książ Wielki.